# Holden Caprice
 (novembre 2024).
Si vous disposez d'ouvrages ou d'articles de référence ou si vous connaissez des sites web de qualité traitant du thème abordé ici, merci de compléter l'article en donnant les références utiles à sa vérifiabilité et en les liant à la section « Notes et références ».
La Holden Caprice est une automobile de type berline haut de gamme, produite par Holden, la filiale australienne de General Motors, de 1990 à octobre 2017 en trois générations. C'est la version limousine de la Holden Commodore.